# Lasiocnemus hermanni
Lasiocnemus hermanni là một loài ruồi trong họ Asilidae. Lasiocnemus hermanni được Janssens miêu tả năm 1952. Loài này phân bố ở vùng nhiệt đới châu Phi.